# Géopélie
Geopelia
Genre
Geopelia est un genre d'oiseaux de la famille des Columbidae. Ses cinq espèces ont pour nom normalisé géopélies.

## Liste des espèces
D'après la classification de référence (version 2.9, 2011) du Congrès ornithologique international (ordre phylogénique) :
- Geopelia cuneata – Géopélie diamant
- Geopelia striata – Géopélie zébrée
- Geopelia placida – Géopélie placide
- Geopelia maugeus – Géopélie de Maugé
- Geopelia humeralis – Géopélie à nuque rousse